# Ивановский, Александр Леонидович
Алекса́ндр Леони́дович Ивано́вский (16 февраля 1953 — 28 февраля 2014) — советский и российский учёный, доктор химических наук, профессор, лауреат Государственной премии РФ (в соавторстве; 1995). Заслуженный деятель науки РФ (2007).

## Биография
Родился 16 февраля 1953 г.
Окончил физико-технический факультет Уральского политехнического института (Свердловск) (1976, кафедра теоретической физики, специальность «Инженер-физик»).
С 1976 г. в Институте химии твёрдого тела Уральского отделения АН СССР (РАН): аспирант, инженер, младший, старший и главный научный сотрудник, с 1994 заведующий лабораторией физических методов исследований твёрдого тела.
В 1980 году защитил диссертацию на соискание учёной степени кандидата наук на тему «Электронная структура и химическая связь в тугоплавких соединениях α-металлов IVа,Vа подгрупп». В 1988 году защитил докторскую диссертацию на тему «Химическая связь и электронное строение идеальных и дефектных фаз внедрения».
Специалист в области квантовой химии твёрдого тела и компьютерного материаловедения. Автор (соавтор) более 200 печатных работ, в том числе 10 монографий.

## Преподавание
С 1992 г. по 2014 гг. по совместительству профессор кафедры аналитической химии химического факультета Уральского государственного университета.

## Научно-организационная деятельность
Был членом редколлегии журнала «Спектрометрия и спектроскопия».

## Награды и премии
- Государственная премия РФ (1995) — за цикл работ «Квантово-химические и радиоспектроскопические методы в химии твёрдого тела»[1].

Скончался 28 февраля 2014 года в Екатеринбурге. Похоронен на Широкореченском кладбище.

## Из библиографии
- Квантовая химия твердого тела. — М., 1984 (соавторы В. А. Губанов и Э. З. Курмаев);
- Квантовая химия в материаловедении. — М., 1984 (соавторы В. А. Губанов и В. М. Рыжков);
- Электронная структура дефектов и примесей в металлах, сплавах и соединениях. — М., 1989 (соавторы В. И. Анисимов, В. П. Антропов, В. А. Губанов, А. И. Лихтенштейн и Э. З. Курмаев);
- Электронное строение тугоплавких карбидов и нитридов переходных металлов. — М., 1990 (соавторы В. П. Жуков и В. А. Губанов);
- Квантовая химия в материаловедении — бор, его сплавы и соединения. — Екатеринбург, 1997 (соавтор Г. П. Швейкин);
- Квантовая химия в материаловедении — тройные карбиды и нитриды переходных металлов и элементов IIIб, IVб подгрупп. — Екатеринбург, 1996 (соавторы Г. П. Швейкин и А. И. Гусев).